# Heinrich Jacob von Recklinghausen
Heinrich Jacob von Recklinghausen (ur. 17 kwietnia 1867 w Würzburgu, zm. 12 grudnia 1942 w Monachium) – niemiecki lekarz, badacz ciśnienia krwi, filozof i poeta.

## Życiorys
Jego ojciec, Friedrich Daniel von Recklinghausen, był jednym z najbardziej znanych studentów Rudolfa Virchowa, profesora anatomii patologicznej. Matka, Marie Jacobson (1846–1918), pochodziła z Braniewa w Prusach Wschodnich i była córką znanego miejscowego lekarza Jacoba Jacobsona.
Heinrich Recklinghausen prowadził skromne życie i poza rodziną siostry nie utrzymywał prawie żadnych kontaktów. W latach 30. XX w. krąg znajomych jeszcze zmalał. W 1930 zmarł jego szwagier prof. Wilhelm Spiegelberg, a w 1939, gdy narodowy socjalizm stawał się coraz bardziej groźny dla półżydowskiej rodziny, trzech jego siostrzeńców opuściło Niemcy. Po przystąpieniu USA do wojny wymiana listów z nimi stała się również niemożliwa. Beznadziejność katastrofy II wojny światowej, którą odczuwał, wyrażała się przede wszystkim w jego wierszach.

## Kariera zawodowa
Uczęszczał do protestanckiego gimnazjum w Strasburgu, był najlepszym uczniem w swojej klasie (matura 1885). Następnie studiował medycynę w Kilonii, Lipsku, Monachium, Genewie, Heidelbergu, Berlinie i Strasburgu. Podczas pierwszego roku studiów w klinice w Monachium rozwinęła się u niego ciężka neurastenia i chroniczna bezsenność. To opóźniło ukończenie studiów i rozpoczęcie normalnej aktywności zawodowej. Od 1890 do 1904 pracował jako asystent lekarza w różnych szpitalach, w 1896 w Monachium, w 1902 w Bernie w instytucie Hugo Kroneckera oraz jako lekarz okrętowy, z przerwami na leczenie w sanatoriach. Podczas pobytów w sanatorium zaczął malować, głównie tworząc pejzaże. W 1895 roku w Strasburgu Recklinghausen uzyskał stopień doktora.
Do 1910 roku mieszkał w domu swoich rodziców w Strasburgu jako nieetatowy naukowiec i dzięki ścisłej samodyscyplinie powrócił do zdrowia. Podczas pierwszej wojny światowej pracował jako lekarz w szpitalu polowym w Strasburgu. Pod koniec wojny, ze względu na swoje niemieckie pochodzenie, musiał opuścić Strasburg w Alzacji i przeniósł się do Heidelbergu, gdzie zamieszkał w domu swojej siostry Elisabeth, która była żoną egiptologa Wilhelma Spiegelberga. W 1924 roku rodzina przeniosła się do Monachium. Recklinghausen przeniósł się razem z nimi i do końca życia mieszkał z rodziną siostry.

## Osiągnięcia

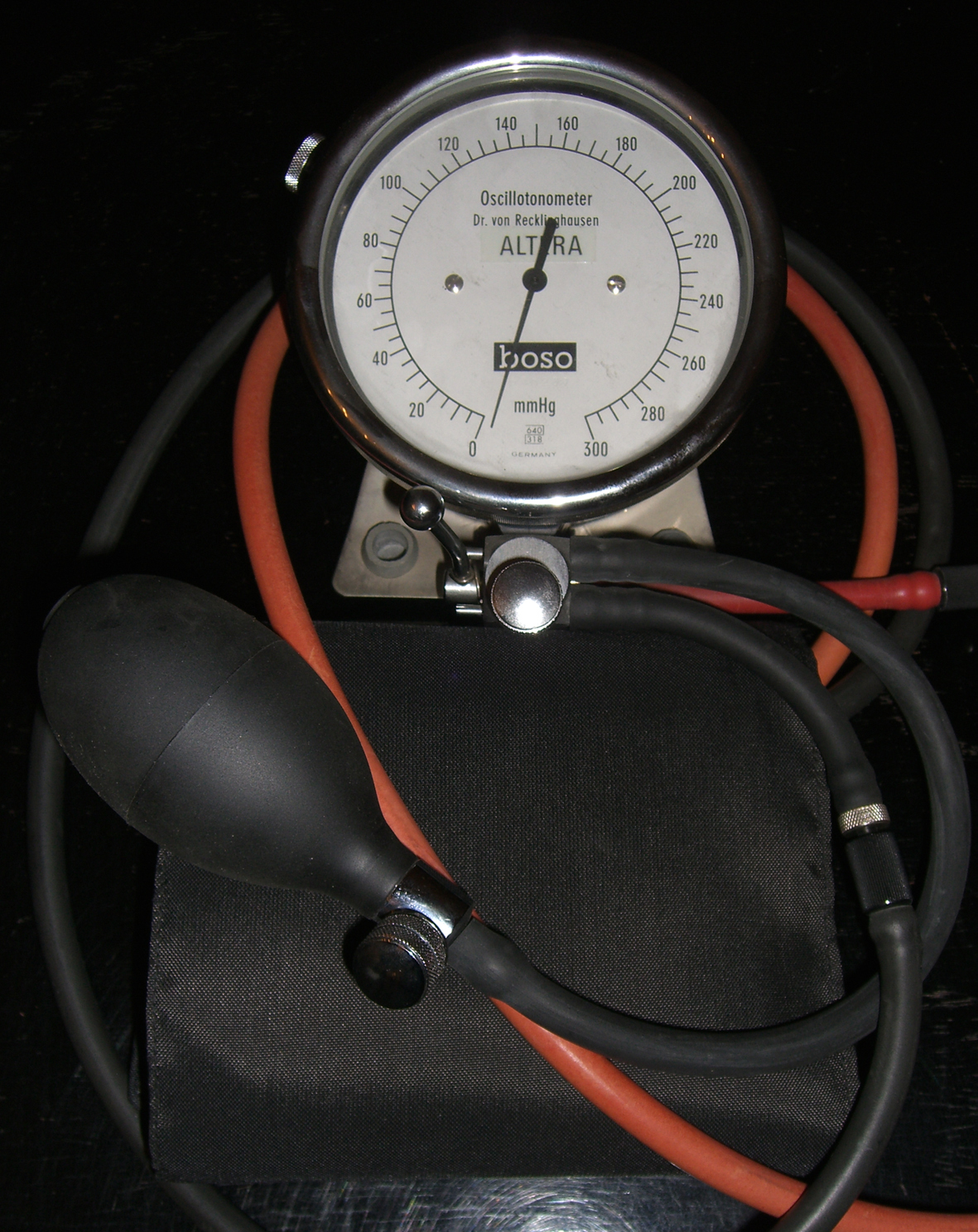
Ciśnieniomierz Recklinghausena

Heinrich Recklinghausen posiadał uzdolnienia matematyczno-analityczne, mechaniczno-praktyczne oraz filozoficzno-artystyczne. Na polu naukowym poświęcił się głównie fizjologii układu krążenia (zwłaszcza badaniom ciśnienia krwi) i mechanice kończyn. Kwintesencją jego pracy jako lekarza szpitalnego była dwutomowe dzieło „Mechanika i protezy paraliżu” (1920), w którym opisał matematyczne podstawy budowy sprzętu.
Był nie tylko jednym z czołowych niemieckich badaczy ciśnienia krwi w XX wieku, prócz działalności jako lekarz i naukowiec był też poetą i filozofem. Jego twórczość do dziś pozostała prawie całkowicie niezauważona lub została błędnie przypisana jego ojcu. Heinrich Recklinghausen opisał teoretyczne i praktyczne podstawy oscylometrycznego pomiaru ciśnienia krwi, które przyczyniły się rozwoju współczesnej technologii pomiarów cyfrowo-elektronicznych.

### Studia kulturowe
Oprócz aktywności na polu medycyny działalność Heinricha Recklinghausena obejmowała przedstawienia postaci w sztuce egipskiej (profile postaci jako wyraz egipskiego światopoglądu), dotyczyła reformy druku (spór o kroje pisma Antiqua oraz Fraktury) oraz reformy prawa wyborczego. Korespondował z socjologiem Maxem Weberem i politykiem Theodorem Heussem. Dokumenty, które pozostawił, zniknęły po przeprowadzeniu przeszukania w jego pokoju przez gestapo.

### Filozofia
Heinrich Recklinghausen był także filozofem. Dziedzictwo filozoficzne (niepublikowane) składa się z tysięcy stron odręcznych notatek, tabel i rękopisów, które zostały napisane w latach 1905–1942. Filozofia przyrody Recklinghausena opisywała się przede wszystkim zdolności poznawcze człowieka. Metafizycznie lub epistemologicznie opisał fenomenologię przyrody (w tym fizykę atomową) i rozwinął oryginalną filozoficzną koncepcję poznania przyrody: teorię dwóch mediów (świat rzeczy – świat pozorowany), metafizykę wszechświata (rzeczywistość – nadrzeczywistość). Korespondował też z wieloma wybitnymi filozofami, m.in. Heinrichem Rickertem, Paulem Henselem i Albertem Schweitzerem. W jego pismach widoczny był wpływ filozofii indyjskiej oraz pism Nicolaia Hartmanna i Alfreda North Whiteheada.

## Niektóre pisma
- Ueber Blutdruckmessung beim Menschen. W: Archiv für experimentelle Pathologie und Pharmakologie(inne języki), 46, 1901, s. 78
- Unblutige Blutdruckmessung. W: Archiv für experimentelle Pathologie und Pharmakologie, 55, 1906, s. 375
- Was wir durch die Pulsdruckkurve und durch die Pulsdruckamplitude über den großen Kreislauf erfahren. W: Archiv für experimentelle Pathologie und Pharmakologie, 56, 1906, s. 1
- Neue Apparate zur Messung des arteriellen Blutdrucks beim Menschen. W: Münchener Medizinische Wochenschrift(inne języki), 60, 1913, s. 817
- Gliedermechanik und Lähmungsprothesen. 2 Bände. Berlin 1920
- Eine neue Pumpe zur Blutdruckmessung am Menschen. W: Deutsches Archiv für klinische Medizin, 146, 1925, s. 212
- Rechtsprofil und Linksprofil in der Zeichenkunst der alten Ägypter. W: Zeitschrift für Ägyptische Sprache und Altertumskunde(inne języki), 63, 1927, s. 14
- Druckschriftreform. Zwei Abhandlungen zur Fraktur-Antiqua-Frage. W: Mitteilungen der Akademie zur Wissenschaftlichen Erforschung und Pflege des Deutschtums (Deutsche Akademie(inne języki)), 2. Heft, 1929
- Neue Wege der Blutdruckmessung. Berlin 1931
- Blutdruck-Meßmanschette mit Hilfen zur Aufbringung am Oberarm. W: Münchener Medizinische Wochenschrift, s. 79 (1932) 1238
- Blutdruckmessung und Kreislauf in den Arterien des Menschen. Dresden 1940